# Home (canción de Angela Aki)
«Home» es el primer sencillo de Angela Aki con Sony Music Entertainment Japan, publicado en la segunda mitad de 2005, coincidiendo casi con su cumpleaños, ya que fue un día antes de esa fecha, el 14 de septiembre.
Las ventas del sencillo fueron bajas, el puesto 38 de ventas y 2.128 unidades vendidas en la primera semana; sin embargo durante las siguientes 13 semanas fue subiendo puestos sorprendentemente.

## Lista de canciones[1]
| CD  |                                    |                                          |                             |          |  |
| N.º | Título                             | Escritor(es)                             | Arreglistas(s)              | Duración |  |
| 1.  | «Home»                             | Angela Aki                               | Angela Aki, Motoki Matsuoka | 4:59     |  |
| 2.  | «Milagro (奇跡 Kiseki?)»           | Angela Aki                               | Angela Aki, Motoki Matsuoka | 3:32     |  |
| 3.  | «Will You Dance» (Janis Ian cover) | Janis Ian, Angela Aki (letras japonesas) | Angela Aki, Motoki Matsuoka | 3:26     |  |